# Uncinia dikei
Uncinia dikei là loài thực vật có hoa trong họ Cói. Loài này được Nelmes miêu tả khoa học đầu tiên năm 1949.